# Столиця (автомобільне ралі)
Ралі «Столиця» – традиційне змагання з автомобільного ралі, яке проводилось в Києві та Київській області України з 1999 по 2020 роки з перервами. Входило до заліків чемпіонату та Кубку України з ралі, а також до заліку Кубку Столиці. Незмінними організаторами ралі «Столиця» виступали Київський міський автомотоклуб (КМАМК) та Автомобільна федерація України.

## Історія
Першу спробу провести змагання з класичного ралі в столиці незалежної України було зроблено в 1995 та 1996 роках під назвою ралі «Київ». Попри очевидну перспективу такої події, її організатор, Київський регіональний автоклуб «Славутич», в 1997 році відмовився від подальшого проведення гонки. Натомість, цього ж року було утворено Київський міський автомотоклуб, який почав організовувати в Києві спочатку змагання з кільцевих гонок, а потім – і класичне ралі.
Перше ралі «Столиця», проведене в квітні 1999 року як перший етап чемпіонату України, одразу отримало схвальні відгуки від вболівальників, яких приваблював, зокрема, урочистий старт змагання на центральній вулиці Києва – Хрещатику. Зі спортивної ж точки зору гонка запам’яталась численними дискваліфікаціями лідерів і перемогою екіпажу Валентина Марчука та Леоніда Косянчука, яких до початку змагання не відносили до числа фаворитів.
Вже в 2001 році ралі «Столиця» отримало міжнародний статус, ставши, крім етапу чемпіонату України, ще й етапом так званого Кубку Президентів. Але найбільш гучним стало змагання 2004 року, в якому взяли участь два британські екіпажі на автомобілях світового класу Ford Focus RS WRC – один з них, Дуглас Холл та Стівен Егглстоун, і виграв змагання.
Наприкінці 2004 року в українській ралійній спільноті розгорнулась дискусія на тему «чи потрібні в чемпіонаті України асфальтові ралі», результатом якої стало виключення ралі «Столиця» з календаря цієї серії. Попри це, ще два роки поспіль Київський автомотоклуб проводив змагання в звичному форматі – але тепер вже в статусі етапу Кубку України з спринт-ралі та Кубку Столиці.
На початку 2007 року стало очевидно, що асфальтовий формат змагання зрештою вичерпав себе. З 2007 по 2009 роки було організовано ще три ралі «Столиця» на гравійних та ґрунтових дорогах Київської області, після чого проведення гонки тимчасово припинилось.
Відродження ралі «Столиця» відбулось в 2018 році в так званому «змішаному» форматі – урочиста церемонія відкриття, як і раніше, проводилась на Хрещатику, тоді як змагальні ділянки було прокладено гравійними дорогами Житомирської області поблизу міста Іршанськ. Завдяки такому рішенню гонка знов повернулась до чемпіонату України і три роки поспіль проходила, як один з його етапів.
В 2021 році ралі «Столиця» також було заявлене, як фінальний етап чемпіонату України, але через черговий спалах пандемії COVID-19 організаторами було прийняте рішення відмінити змагання. Починаючи ж з 2022 року через повномасштабне вторгнення Росії проведення всіх змагань з ралі в Україні було тимчасово припинено.

## Траса

### Асфальтові спецділянки
В період з 1999  по 2006 рік ралі «Столиця» проходило виключно на асфальті. Найбільш видовищними були спецділянки, розташовані на території Національного експоцентру України, Національного музею народної архітектури та побуту України в Пирогові, а також доріжки Голосіївського лісу. Крім того, в різні роки були задіяні шляхи загального користування біля Чабани та Бортничі. Також спецділянками іноді використовувались закриті траси автодромів «Чайка» та «Феофанія».

### Гравійні спецділянки
В 2007 році ралі «Столиця» проходило ґрунтовими дорогами поблизу міста Біла Церква. В наступні два роки для проведення змагання використовували штучну ґрунтову трасу «Боярський Вал», побудовану в межах міста Боярка. Починаючи з 2018 року змагальні ділянки ралі «Столиця» було прокладено гравійними лісовими дорогами поблизу міста Іршанськ Житомирської області.

## Переможці
| Рік  | Статус                       | Пілот                    | Штурман                | Автомобіль                 |
| ---- | ---------------------------- | ------------------------ | ---------------------- | -------------------------- |
| 1999 | Чемпіонат України з ралі     | Валентин Марчук          | Леонід Косянчук        | Mazda 323                  |
| 2000 | Чемпіонат України з ралі     | Олександр Салюк-старший  | Сергій Томчані         | Ford Escort RS Cosworth    |
| 2001 | Чемпіонат України з ралі     | Володимир Петренко       | Ігор Полутов           | Mitsubishi Lancer Evo VI   |
| 2002 | Чемпіонат України з ралі     | Андрій Александров       | Іван Герман            | Subaru Impreza GT          |
| 2003 | Чемпіонат України з ралі     | Олександр Салюк-старший  | Леонід Косянчук        | Mitsubishi Lancer Evo VII  |
| 2004 | Чемпіонат України з ралі     | Дуглас Холл              | Стівен Егглстоун       | Ford Focus RS WRC          |
| 2005 | Кубок України з ралі-спринту | Олександр Салюк-старший  | Леонід Косянчук        | Mitsubishi Lancer Evo VII  |
| 2006 | Кубок Столиці                | Олександр Салюк-молодший | Олександр Горбік       | Mitsubishi Lancer Evo VII  |
| 2007 | Кубок Столиці                | Іван Бойченко            | Олександр Ягольницький | Mitsubishi Galant VR-4     |
| 2008 | Кубок Столиці                | Володимир Петренко       | Дмитро Яровенко        | Mitsubishi Lancer Evo IX   |
| 2009 | Кубок Столиці                | Іван Бойченко            | Олександр Ягольницький | Mitsubishi Lancer Evo VIII |
| 2018 | Чемпіонат України з ралі     | Борис Ганджа             | Євген Сокур            | Mitsubishi Lancer Evo IX   |
| 2019 | Чемпіонат України з ралі     | Антон Корзун             | Павло Кононов          | Mitsubishi Lancer Evo IX   |
| 2020 | Чемпіонат України з ралі     | Валерій Горбань          | Сергій Ларенс          | MINI JCW WRC               |

## Цікаві факти
- На ралі «Столиця» 2000 року відбувся дебют в українському ралі автомобіля Subaru Impreza GT, яким керував екіпаж Андрія Александрова та Геннадія Панфілова. Екіпаж брав участь у змаганні автомобілем безпеки[9].
- На ралі «Столиця» 2002 року відбувся дебют гоночної команди MacCoffee Rally Team, яка згодом стала рекордсменом за кількістю перемог в командному заліку чемпіонату України[10].
- На ралі «Столиця» 2004 року відбувся перший і останній старт в українському ралі автомобілів Ford Focus RS WRC, якими керували британські екіпажі Холл/Егглстоун та Тінклер/Кларк.
- Олександр Салюк-старший є рекордсменом ралі «Столиця» за кількістю перемог (3), подіумів (6) та виграних спецділянок (54). Водночас його син, Олександр Салюк-молодший, є рекордсменом за кількістю стартів на ралі «Столиця» (9).
- Крім того, обидва Салюки, старший та молодший, утримують рекорди, як найстарший та наймолодший переможці ралі «Столиця». Салюк-старший виграв це ралі в 2005 році у віці 50 років та 6 місяців, Салюк-молодший переміг в 2006 році у віці 27 років та 9 місяців.
- Рекордсменом серед автомобільних брендів, які вигравали ралі «Столиця», є марка Mitsubishi, на рахунку якої 9 перемог в цьому змаганні. Крім того, в різні роки ралі «Столиця» вигравали автомобілі Ford, Mazda, MINI та Subaru.
- Найбільше учасників (51 екіпаж) стартувало в ралі «Столиця» 2004 року, найменше (17 екіпажів) – в ралі «Столиця» 2007 року.